# Arthur Faria Jr.
Arthur Faria Jr. (Brazópolis, 1958) è un fumettista brasiliano.
Dal 1982 ha collaborato con la Editora Abril, licenzataria dei fumetti Disney in Brasile, sceneggiando circa ottocento storie a fumetti; tra le altre, ha inaugurato la serie di storie A Turma de Pata Lee (Disney Teens) con protagonista Paperetta Yé-Yé e un cast creato ex novo, e ha creato personaggi ricorrenti dell'universo di José Carioca quali il Professor Giroscópio da Silva e Jojô. È uno dei coordinatori brasiliani del progetto INDUCKS.